# Skorišnjak
Skorišnjak je naselje v Občini Videm.